# Olympische Sommerspiele 2024/Teilnehmer (San Marino)
| Gelbes Symbol für Goldmedaillen mit stilisierten Olympischen Ringen | Graues Symbol für Silbermedaillen mit stilisierten Olympischen Ringen | Braundes Symbol für Bronzemedaillen mit stilisierten Olympischen Ringen |
| ------------------------------------------------------------------- | --------------------------------------------------------------------- | ----------------------------------------------------------------------- |
| —                                                                   | —                                                                     | —                                                                       |

San Marino nahm an den Olympischen Spielen 2024 vom 26. Juli bis zum 11. August 2024 in Paris mit 5 Athleten (2 Männer, 3 Frauen) teil. Es war die insgesamt 16. Teilnahme an Olympischen Sommerspielen.

## Teilnehmer nach Sportarten

### Bogenschießen
Für die Teilnahme am Einzelwettbewerb der Frauen erhielt San Marino eine Wildcard.
| Athleten         | Wettbewerb | Qualifikation | Qualifikation | 1. Runde   | 1. Runde | 2. Runde      | 2. Runde      | Achtelfinale  | Achtelfinale  | Viertelfinale | Viertelfinale | Halbfinale    | Halbfinale    | Finale / Platz 3 | Finale / Platz 3 | Rang |
| Athleten         | Wettbewerb | Ringe         | Rang          | Gegner     | Ergebnis | Gegner        | Ergebnis      | Gegner        | Ergebnis      | Gegner        | Ergebnis      | Gegner        | Ergebnis      | Gegner           | Ergebnis         | Rang |
| ---------------- | ---------- | ------------- | ------------- | ---------- | -------- | ------------- | ------------- | ------------- | ------------- | ------------- | ------------- | ------------- | ------------- | ---------------- | ---------------- | ---- |
| Frauen           |            |               |               |            |          |               |               |               |               |               |               |               |               |                  |                  |      |
| Giorgia Cesarini | Einzel     | 625           | 58            | M. Kroppen | 3:7      | ausgeschieden | ausgeschieden | ausgeschieden | ausgeschieden | ausgeschieden | ausgeschieden | ausgeschieden | ausgeschieden | ausgeschieden    | ausgeschieden    | 33   |

### Leichtathletik
Laufen und Gehen 
| Athleten              | Wettbewerb | Qualifikationslauf | Qualifikationslauf | Vorlauf    | Vorlauf | Halbfinale    | Halbfinale    | Finale        | Finale        | Rang |
| Athleten              | Wettbewerb | Zeit               | Rang               | Zeit       | Rang    | Zeit          | Rang          | Zeit          | Rang          | Rang |
| --------------------- | ---------- | ------------------ | ------------------ | ---------- | ------- | ------------- | ------------- | ------------- | ------------- | ---- |
| Frauen                |            |                    |                    |            |         |               |               |               |               |      |
| Alessandra Gasparelli | 100 m      | 11,62 s            | 2                  | 11,54 s NR | 7       | ausgeschieden | ausgeschieden | ausgeschieden | ausgeschieden | 52   |

### Ringen
Über die Weltmeisterschaften 2023 erhielt San Marino einen Quotenplatz für den Freistilwettbewerb in der Gewichtsklasse bis 86 kg der Männer.

#### Freier Stil
Legende: G = Gewonnen, V = Verloren, S = Schultersieg
| Athleten    | Wettbewerb       | Achtelfinale | Achtelfinale | Viertelfinale    | Viertelfinale | Halbfinale        | Halbfinale | Hoffnungsrunde Halbfinale | Hoffnungsrunde Halbfinale | Hoffnungsrunde Finale | Hoffnungsrunde Finale | Finale       | Finale   | Rang |
| Athleten    | Wettbewerb       | Gegner       | Ergebnis     | Gegner           | Ergebnis      | Gegner            | Ergebnis   | Gegner                    | Ergebnis                  | Gegner                | Ergebnis              | Gegner       | Ergebnis | Rang |
| ----------- | ---------------- | ------------ | ------------ | ---------------- | ------------- | ----------------- | ---------- | ------------------------- | ------------------------- | --------------------- | --------------------- | ------------ | -------- | ---- |
| Männer      |                  |              |              |                  |               |                   |            |                           |                           |                       |                       |              |          |      |
| Myles Amine | Klasse bis 86 kg | W. Mychajlow | G 7:4        | O. Nurməhəmmədov | G 16:14       | H. Yazdanicharati | V 1:7      | —                         | —                         | —                     | —                     | D. Kurugliev | V 4:5    | 5    |

### Schießen
Im bis zum 9. Juni 2024 laufenden Qualifikationszeitraum konnte ein Quotenplatz erreicht werden.
| Athleten           | Wettbewerb | Qualifikation   | Qualifikation | Finale          | Finale        | Rang |
| Athleten           | Wettbewerb | Ringe/ Scheiben | Rang          | Ringe/ Scheiben | Rang          | Rang |
| ------------------ | ---------- | --------------- | ------------- | --------------- | ------------- | ---- |
| Frauen             |            |                 |               |                 |               |      |
| Alessandra Perilli | Trap       | 116             | 15            | ausgeschieden   | ausgeschieden | 15   |

### Schwimmen
| Athleten      | Wettbewerb     | Vorlauf     | Vorlauf | Halbfinale | Halbfinale | Finale        | Finale        | Rang |
| Athleten      | Wettbewerb     | Zeit        | Rang    | Zeit       | Rang       | Zeit          | Rang          | Rang |
| ------------- | -------------- | ----------- | ------- | ---------- | ---------- | ------------- | ------------- | ---- |
| Männer        |                |             |         |            |            |               |               |      |
| Loris Bianchi | 400 m Freistil | 4:01,13 min | 32      | —          | —          | ausgeschieden | ausgeschieden | 32   |